# Эвены

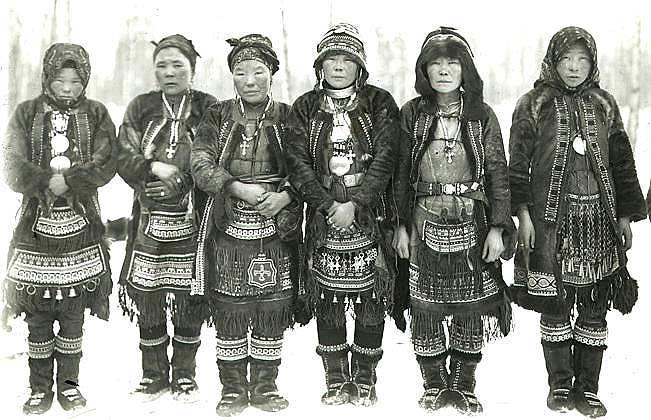
Группа женщин в национальных костюмах. Эвены. Дальневосточный край, Охотский округ. Начало XX в.

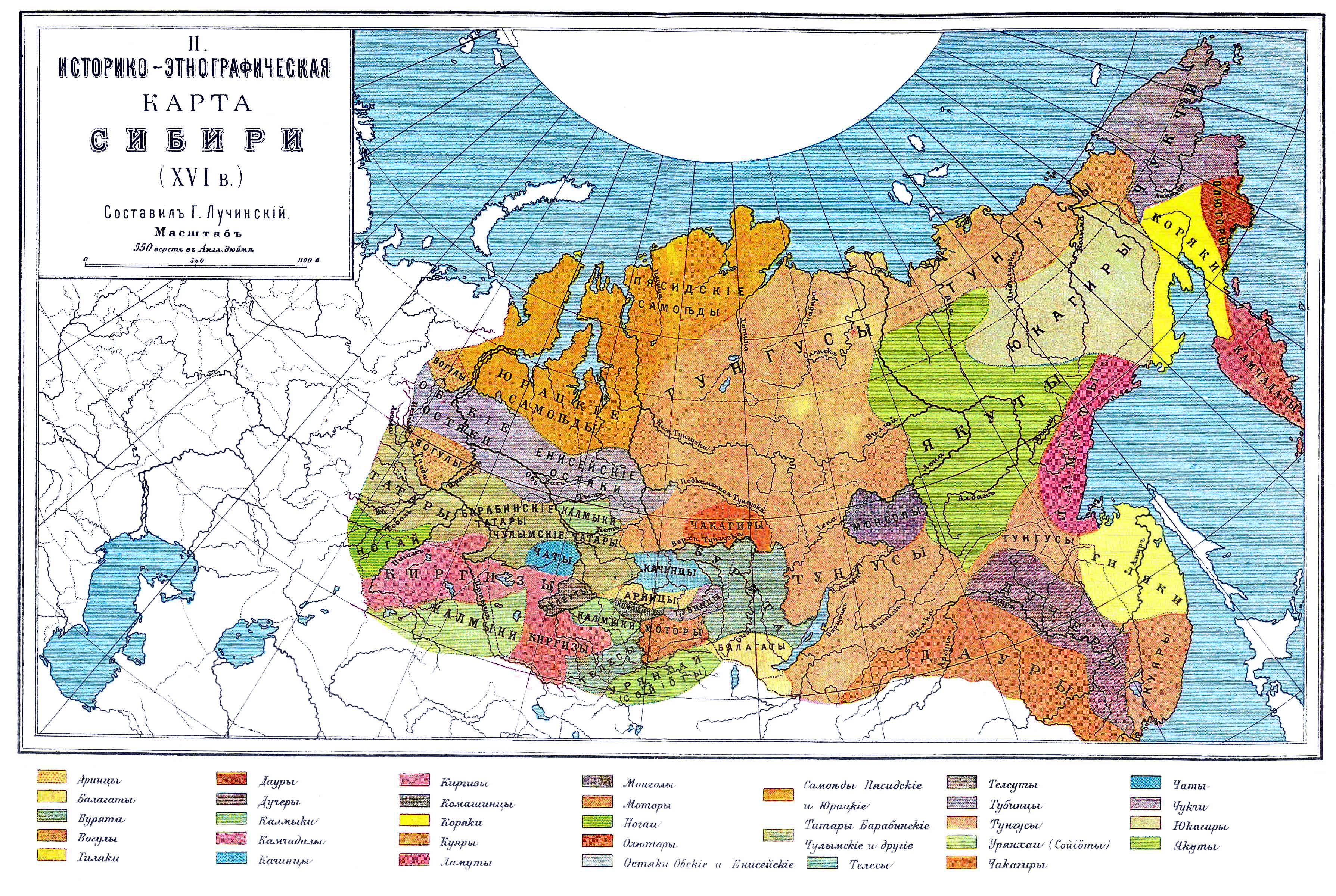
Ламуты в XVI веке на карте Г. Лучинского

Эве́ны (эвен. эвэ̇н, мн.ч. эвэсэл, устар. ламуты; муж. род — эвен, жен. род — эвенка) — сибирский тунгусо-маньчжурский народ, родственный эвенкам.

## Расселение и численность

Расселение эвенов в ДФО по городским и сельским поселениям в %, перепись 2010 г.

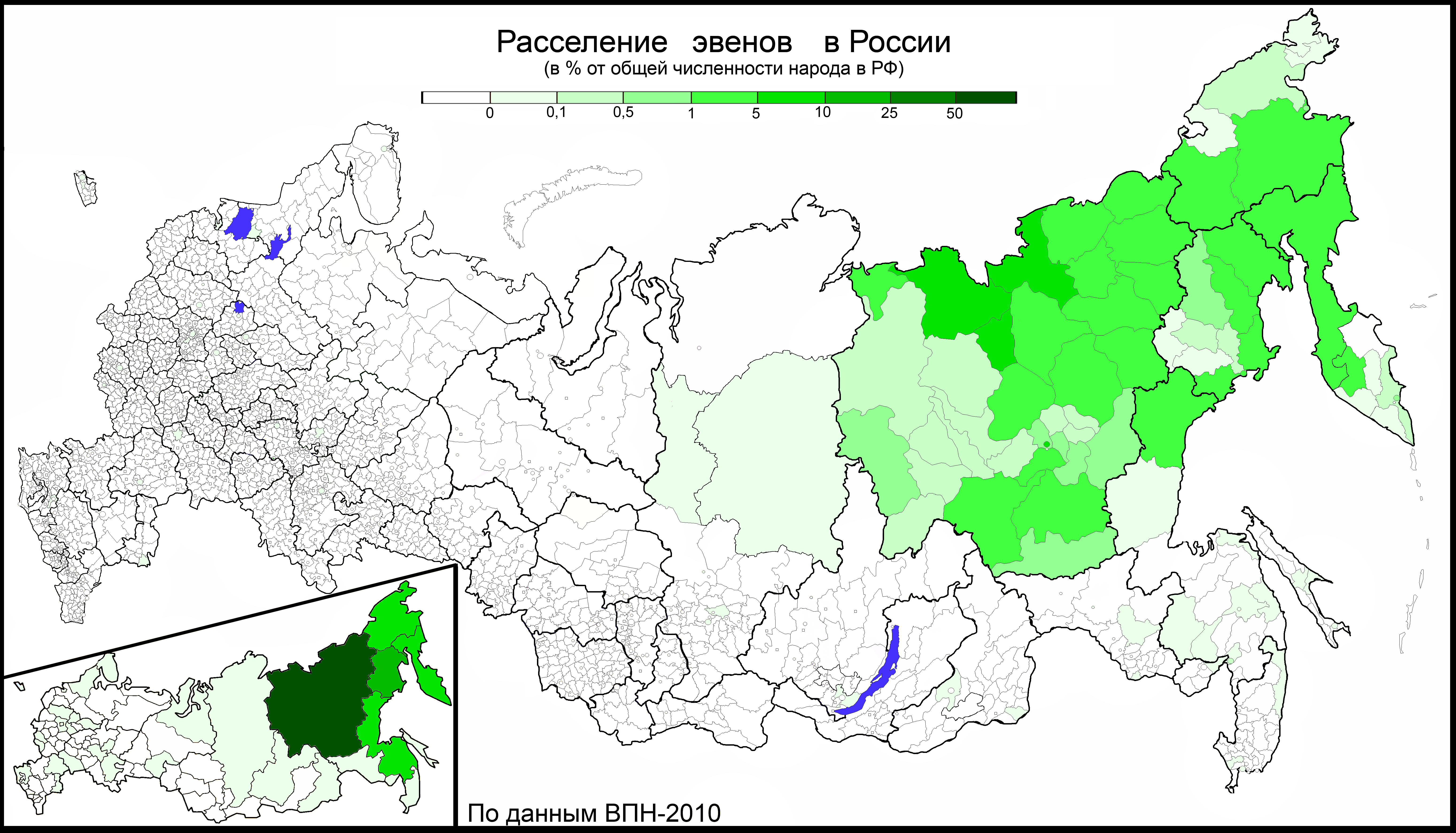
Расселение эвенов в РФ на 2010 год в % от общей численности этого народа в РФ

Общая численность — около 20 тысяч человек. Проживают преимущественно на востоке России. Так, по данным переписи 2002 года в Республике Саха (Якутия) проживало 11 657 эвенов, в Магаданской области — 2527, в Камчатской области — 1779 (из них в Корякском автономном округе — 751), в Чукотском автономном округе — 1407, в Хабаровском крае — 1272.
По переписи населения 2010 г., единственный улус с большинством эвенов — Эвено-Бытантайский в Якутии (53,1 %).
Также согласно переписи 2001 года, 104 эвена проживало на Украине.
В 1930—1934 годах на Дальнем Востоке СССР существовал Охотско-Эвенский национальный округ.

### Численность эвенов в населённых пунктах (2002)
Республика Саха:
- город Якутск 1213
- село Батагай-Алыта 726
- село Тополиное 671
- село Себян-Кюель 648
- пгт Чокурдах 363
- село Сасыр 354
- село Кустур 296
- село Андрюшкино 271
- пгт Депутатский 270
- село Берёзовка 267
- село Сайылык 261
- село Саскылах 247
- пгт Тикси 233
- село Хонуу 212
- село Казачье 179
- село Хайыр 178
- село Джаргалах 148
- пгт Черский 146
- село Оленегорск 137
- село Ючюгей 129
- село Томтор 125
- село Куберганя 115
- пгт Хандыга 115

Магаданская область:
- село Гижига 332
- город Магадан 310
- пгт Ола 292
- пгт Омсукчан 286
- село Тахтоямск 212
- село Гарманда 210
- пгт Эвенск 191
- пгт Сеймчан 127
- село Тауйск 102

Камчатский край:
- село Эссо 498
- село Анавгай 320
- село Хаилино 165
- село Аянка 157
- пгт Палана 111

Чукотский АО:
- село Омолон 417
- село Анюйск 248
- город Анадырь 142
- город Билибино 108

Хабаровский край:
- село Арка 271
- село Кетанда 166
- посёлок Усчан 103
- село Нядбаки 102

Источник:.

## Язык и письменность
Эвенский язык относится к тунгусо-маньчжурской языковой семье; имеет более десятка говоров, которые объединяются в три наречия — восточное, среднее и западное. Расселение тунгусских племён (предков эвенов) из Прибайкалья и Забайкалья по Восточной Сибири началось в 1-м тысячелетии нашей эры. В ходе расселения эвены включили в себя часть юкагиров, впоследствии были подвергнуты частичной ассимиляции якутами. Под влиянием якутского языка сложилось западное наречие эвенского языка. С началом взаимодействия с русскими в XVII веке эвены испытали сильное влияние русского языка. С 20-х годов XX века большинство эвенов переходило к оседлости и всеобщему билингвизму.
До 1932 года эвенский язык не имел письменности. Отдельные эвенские тексты записывались исследователями на русском алфавите (например, ламутско-русский словарь 1925 года). Алфавит на латинской основе для эвенского языка был утверждён в 1932 году на I Всероссийской конференции по развитию языков и письменностей народов Севера. В 1936 была создана письменность на основе русского алфавита. В 1932—1934 были разработаны школьные программы и учебники для преподавания эвенского языка.
В 1990-е годы стала проводиться активная политика, направленная на возрождение языка и культуры эвенов. На эвенском языке ведутся радиопередачи, издаются полосы газет, имеется оригинальная и переводная литература. Ведётся преподавание эвенского языка в школах, педучилищах, вузах. 
По грамматическому строю эвенский язык относится к языкам суффиксально-агглютинативного типа. В ольском говоре выделяют 18 согласных и до 20 гласных фонем (в том числе долгие гласные, а также дифтонгоиды иа, ие). Имеет место палатальный и лабиальный сингармонизм.

## Генетика
По данным генетиков, у эвенов наиболее распространена Y-хромосомная гаплогруппа C — 74,2 %. Далее следуют Y-хромосомные гаплогруппы N1a1-Tat (ранее N1c) — 12,9 %, R1a (6,5 %), I — 3,2 %. Частота субклада C2-M217 (ранее C3) Y-хромосомной макрогаплогруппы C у эвенов достигает 60 %. Преобладающая часть линий гаплогруппы C2-M217 у эвенов, эвенков и долган относится к ветви C2b1a2-M48 (ранее С3с). Частота Y-хромосомной гаплогруппы N1a1 (ранее N3, N1c) у эвенов, юкагиров, эвенков (N1a1a1a1b-M2118) и долган намного ниже. У юкагиров и эвенов преобладают митохондриальные гаплогруппы C, D, G1 и отсутствуют западноевразийские митохондриальные гаплогруппы. Более половины совпадающих митохондриальных линий эвенов, эвенков и якутов относятся к ветвям митохондриальных гаплогрупп С и D. Митохондриальная гаплогруппа D достигает у эвенов 43 % (D4j — 19,4 %). Доля C4a1 составляет 15,9 %, C4b — 12,5 %, G1 — 10,3 %, Y1 и F1 — по 5,8 %, Z1 — 2,3 %.
Высокая степень совпадения гаплотипов между популяциями якутов, эвенков и эвенов объясняется интенсивным переносом Y-хромосомной гаплогруппы N1a1 из популяций якутов к эвенам и эвенкам. У тунгусоязычных эвенов, населяющих побережье Охотского моря, с частотой 3,2 % присутствует специфический для индейцев субклад Q1b1a1a-M3 (ранее Q1a3a-M3) Y-хромосомной макрогаплогруппы Q, который ранее был обнаружен с низкой частотой у сибирских эскимосов и чукчей. У эвенов определили 1,411 % неандертальской примеси, и 0,064 % денисовской примеси.
У центральных эвенов 40 % составляет гаплогруппа N-P43.

## Религия и обычаи эвенов
Эвены были одним из наиболее христианизированных народов Севера, чему способствовала активная миссионерская деятельность. В местах расселения эвенов строились православные церкви и часовни. В 50-е годы XIX в. протоиерей С. Попов издал на эвенском языке тексты молитв, Евангелие и «Тунгусский букварь» на церковной основе. Священник А. И. Аргентов, указывал, что на Колыме «язычники вывелись» уже в начале XIX в. Христианство охватывало практически все стороны жизни эвенов. Рождение, брак, смерть, бытовое поведение, исполнение обрядов и праздников, всё регулировалось православной традицией. Гижигинские эвены заключали браки с коряками только в том случае, если они принимали православие. Обязательными в убранстве жилища, вне зависимости от его типа, были иконы, которые при перекочёвке перевозились на специально предназначенном для этой цели олене. Ещё в 1925 г., на съезде эвенов Ольской волости ими была высказана просьба «дать приходского священника на Олу, а то родится ребёнок, не знаешь как его назвать и крестить некому».
В религиозных представлениях эвенов существовал культ «хозяев» природы и стихий: тайги, огня, воды и т. д. Особое место занимало поклонение солнцу, которому приносили в жертву оленей. Были развиты промысловые культы, духов-хозяев природы, шаманизм. До XVIII—XIX вв. практиковалось воздушное захоронение на деревьях или свайных помостах. После принятия православия, эвены начали хоронить умерших в земле, ставя над могилой кресты. В XVII—XVIII вв. эвены одевали покойника в самое лучшее платье, сообразно времени года, укладывали в деревянную колоду и ставили её на деревья или на столбы. Заколов несколько оленей, их кровью обагряли гроб и деревья. Чум умершего, его утварь и прочее оставляли под деревьями. И. А. Худяков писал, что индигирские ламуты (эвены) хоронили покойников головой на запад, ибо верили, что он «отправится на восток». Томпонские эвены, по материалам В. А. Туголукова, обряжали покойников в одежду, сшитую без узлов — «чтобы облегчить душе освобождение от тела, когда она начнёт своё путешествие». Обычай удушения оленей у эвенов, как предполагают учёные, является наиболее древним тунгусским способом умерщвления жертвенных животных при похоронном обряде.
В эвенском фольклоре большое значение придавали сказкам и былям-преданиям. Причём среди сказок особо выделяются сказки о животных и птицах, близкие по содержанию к сказкам эвенков. Некоторые части сказаний о героях-богатырях, например, речи героев, обычно поются. Среди былин особенно интересны былины о героях-женщинах, побеждающих в состязаниях мужчин. При исполнении произведений эпического характера широко использовалась песенная передача былины и для каждого героя существовала своя, особая мелодия.
В традиционном народном искусстве эвенов значительное место занимал хороводный танец «hээдьэ», имеющий религиозно-обрядовый характер. Такие коллективные танцы проводились весной и летом при ежегодных традиционных встречах. Они вселяли небольшим этногруппам эвенов чувство единения, коллективного разума, уверенность в преодолении невзгод, веру в добро.
Был распространён культ солнца, которому в жертву приносили оленей. Поводом для жертвоприношения обычно была болезнь кого-либо из членов общины. Жертвоприношение совершалось всеми общинниками, мясо съедалось, шкура вешалась на шест. Оленя для жертвоприношения указывал шаман или выбирали с помощью гадания.
Известны эвенские писатели и поэты (Н. С. Тарабукин, А. А. Черканов и др.), писавшие на родном языке. Возрождаются традиционные праздники эвенов (Эвинэк, Уркачак, Праздник оленевода и др.).

## Хозяйство
В хозяйственной деятельности эвенов сочетались кочевое оленеводство, охота на мясного и пушного зверя, рыболовство. Интегративные процессы лежали и в основе формирования эвенской культуры, оценка которой соответствует общесибирской закономерности. У народов, в большей степени сохранивших традиционное хозяйство, особенно оленеводство, как правило, больше сохраняются национальная культура и родной язык. Потребностями оленеводства определялся образ жизни и атрибутика эвенской культуры. Исторически, хозяйство эвенов формировалось в виде комплексной экономики, сочетавшей занятия таёжным промыслами, рыболовством и оленеводством. У эвенов Охотского побережья фиксируется три зональные группы хозяйств: горно-таёжная, практически не связанная с приморской территорией (оленеводческая); промежуточная, к которой относились около 70 % эвенских хозяйств (оленеводческо-промысловая) и приморская, состоящая из эвенских хозяйств, утративших оленей (промысловая). Хозяйственный цикл эвенов делился на шесть периодов, четыре из которых соответствовали основным временам года и два дополнительных, предвесенний и предзимний, имевших важное значение для оленеводческого хозяйства. Каждый из этих периодов определял приоритеты и сочетание видов хозяйственной деятельности, способов кочевания, организации поселений и т. д. Счёт времени вёлся по месяцам, с использованием двух видов календарей. Один, более традиционный, «по частям тела». У охотских эвенов год начинался с сентября, который назывался месяцем «подымающейся тыльной поверхности кисти руки» (левой) и заканчивался августом, месяцем «подымающейся кисти руки, сложенной в кулак» (правой). Другой календарь был собственно православный и для его ведения изготавливалась деревянная дощечка, на которой метками обозначались дни, месяцы, сезоны года и церковные праздники; на ней также отмечались семейные даты.
По территории расселения значительно варьировал транспорт, особенно олений. У эвенов на Охотском побережье господствовало вьючно-верховое оленеводство сибирского типа. В местах распространения упряжного оленьего транспорта, он, как правило, сосуществовал с традиционным для тунгусов вьючно-верховым оленеводством.
Как и хозяйство, материальная культура эвенов сочетает в себе элементы различного происхождения. При наличии мобильных кочевых стойбищ эвены-скотоводы устраивали летние скотоводческие стоянки, называвшиеся словом дьугадьак. Разнообразными были и жилища — тунгусский чум с берестяным или ровдужным покрытием. Заимствованные типы жилища, обычно в деталях, адаптировались в связи с эвенской традицией: ориентировка входа жилища в пространстве зимой на юг, летом на северо-запад, отсутствие, в отличие от палеоазиатов, в жилище пологов, устройство очага, социализация пространства жилища и т. п. Во время зимних кочёвок охотились на пушного и мясного зверя. В старину на волка не охотились, так как он считался запретным животным.
У эвенов бытовали два типа жилищ: таёжный чум (илуму), представляющий собой коническое сооружение из жердей (с определённым креплением опорных жердей) и тундровый чум (чорама-дю) — цилиндро-коническое жилище, больше похожий на чукотско-корякскую ярангу. Одежда этого народа по составу костюма и покрою была подобна эвенкийской. Внутри жилища находилось лишь самое необходимое для жизни, предметы, которыми пользовалась в повседневной жизни семья: посуда и утварь, детские колыбели, подстилки, спальные мешки из оленьих шкур, а также снаряжение для оленевода-охотника, хранившееся в строго определённом месте (справа и слева от входа в чум), передвижной столик и мешки для одежды. Размещение предметов домашнего обихода было закреплено по традиции за определёнными местами. Каждый член семьи придерживался установленного традицией порядка перемещения и нахождения в чуме, что было крайне важно при постоянных перекочевках, тем самым в жилище эвена царила гармония, не было хаоса и беспорядка. Слева от входной двери (уркэпэн) располагался чоонал — место для хранения посуды и еды. Изголовьем к нему стелилась постель хозяйки жилища. Муж отдельной постели не имел, а располагался в противоположном краю семейной постели. Справа от уркэпэн располагались дети. Почётное место в чуме считается «мал» или «малу» — сторона против входа за очагом.
Традиционные жилища-чумы вышли из употребления ещё в 1860-х годах. В настоящее время ими пользуются как приспособление для копчения мяса, шкур, для их прикрытия используют брезент. Основным видом временного жилища кроме срубных избушек у оленеводов является двускатная палатка, отличающаяся легкостью и удобством при транспортировке.
Вышивка располагалась по швам и краям одежды, чтобы «мешать» проникновению злых духов в одежду. Орнамент в одежде (у тунгусоязычных наблюдается преобладание в орнаменте геометрических узоров) обладал определённой сакральной силой, внушающей владельцу данной вещи чувство уверенности и неуязвимости, силу и мужество.
В XVII—XVIII вв. эвены продолжали жить в условиях патриархально-родовых отношений. Они разделялись на экзогамные патрилинейные роды, которые часто были рассеяны на большом пространстве. Поэтому эти роды дробились, и поэтому части их дополнительно к родовому названию получали ещё и порядковые номера. Уже по данным XVII в. можно констатировать у них далеко зашедшее разложение кровного рода и имущественную дифференциацию. В её основе, как у любого кочевого скотоводческого народа, лежало владение оленями.
Существовал обычай «нимат», коллективного распределения продуктов охоты и рыболовства. Так, охотник по возвращении с мясной охоты должен был отдавать свою добычу одному из соседей по стойбищу, который распределял её между всеми семьями, оставляя охотнику лишь незначительную часть туши и шкуру. Особенно строго нимат соблюдался в случае добычи медведя, который у эвенов также считался священным животным.
В XVII в. семья эвенов была патриархальной. Тем не менее в отношениях отмечалось независимое положение женщин в семье. Сыновья до раздела с отцом были в полной зависимости от него.
Свадебная обрядность у эвенов в основном схожа с эвенкийской. За невесту уплачивали калым — тори. Его стоимость превосходила приданое в два-три раза. После уплаты калыма родители и другие родственники невесты привозили её с приданым к родителям жениха. Невеста три раза объезжала по солнцу вокруг чума, а затем родители вручали её жениху. После этого обряда невеста входила в чум, где уже был подвешен новый полог для молодых. Она вынимала свой котёл и варила мясо убитого оленя. Приданое развешивали вне чума на обозрение.
При рождении ребёнка ему выделяли в стаде определённое количество оленей. Выходя замуж, девушка получала в приданое стадо, образовавшееся от размножения этих оленей.

## Традиционная одежда

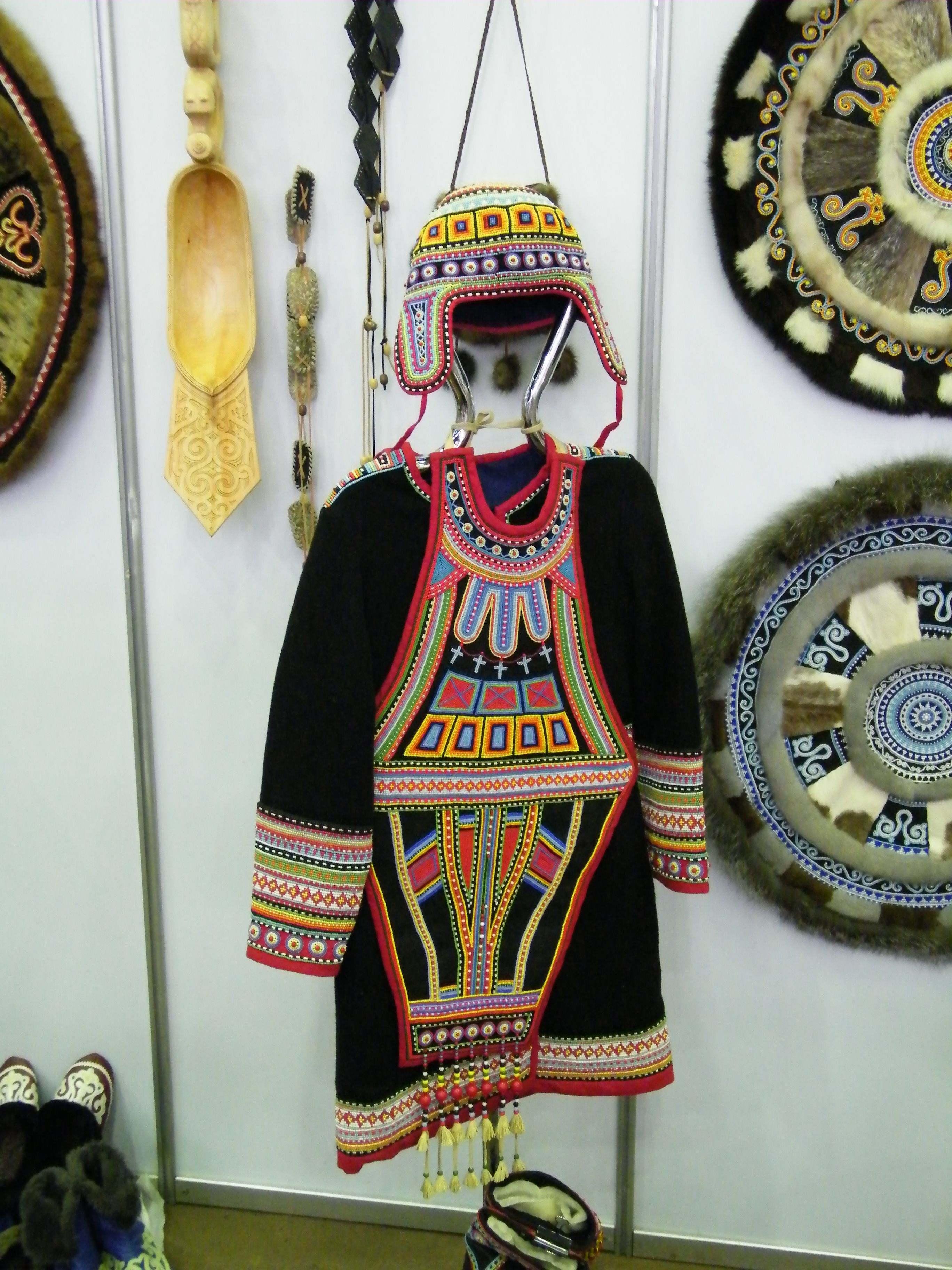
Эвенский мужской костюм (Аяно-Майский район)

Более традиционной является эвенская одежда, соответствующая общетунгусскому костюму. Заимствование отдельных элементов и деталей фиксируется, прежде всего, в виде промысловой одежды у мужчин, это палеоазиатская одежда «глухого» кроя.
Эвенскую женскую одежду, вероятно, в связи с её эстетической ценностью (она богато декорирована) охотно использовали палеоазиатские женщины. В качестве материала для изготовления одежды использовались шкуры морских животных.
Головным убором был плотно облегающий голову ка-нор, расшитый бисером. Зимой поверх него носили большую меховую шапку. Женщины иногда надевали платок.

## Пища
Модель питания эвенов определялась видами хозяйственной деятельности, но в основе имела общетунгусские истоки. Это преобладание мясной пищи, причём, несмотря на значительный удельный вес в хозяйстве домашнего оленеводства, в пищу предпочитали использовать мясо диких животных, специфичной является и технология приготовления мяса способом жарения. Спецификой системы питания эвенов является увеличение доли рыбных блюд и их разнообразие, а также региональное распространение молочной пищи. Наряду с привозным чаем употребляли заваренные кипятком цветы, листья и плоды шиповника, засушенные листья иван-чая.
Безоленные эвены на Охотском побережье (самоназвание — мэ-нэ, «оседлые») занимались прибрежным рыболовством, охотой и тюленьим промыслом, разводили ездовых собак.
Прибрежные эвены ловили проходную рыбу лососёвых пород, в среднем течении и верховьях рек — кунжу, гольца, хариуса. Основным орудием лова рыбы была крючковая снасть, сети и невода стали доступны эвенам лишь в 20-х гг. XX в. Рыбу заготавливали впрок вялением юколы, квашением, сушили. Ели также сырую и мороженую рыбу. По воде передвигались на лодках-долблёнках, которые покупали у соседних народов.

## Социальная организация
Общетунгусские черты в организации эвенского общества представлены его родовой организацией. В XVIII в. у эвенов формируются так называемые административные роды, в состав которых входят не только кровные родственники, но и соседи по территории проживания. Эти объединения выступают в качестве субъектов экономического права в сфере организации хозяйственной жизни, уплаты ясака и т. п. Традиционные родовые связи реализуются через нормы экзогамии, институты родовой взаимопомощи, по перераспределению мясной добычи между всеми членами стойбища (обычай «нимат»), что обеспечивало патронат над всеми сородичами, систему родовых культов. Внутренняя структура эвенского общества базировалась на половозрастной стратификации, которая и определяла социальные роли каждого человека.
В эвенском обществе отмечается особая мягкость в отношении к детям, они «глаза» матери, «душа» отца. Их не принято было наказывать, гость вошедший в жилище, здоровался за руку даже с маленькими детьми, если они уже умели ходить. Имянаречение проводили, когда ребёнок начинал «лепетать», угадыванием имени родственника, воплотившегося в нём. Эти имена, в детском возрасте, не членами семьи не применялись. В 3-5-и летнем возрасте детей крестили и православное имя становилось официальным, а традиционное использовалось в домашнем обиходе. Социализация детей происходила через игры, имитирующие основные виды взрослой деятельности в соответствии с половой принадлежностью. До 7—8 лет дети были связаны с домом, мальчиков после этого начинали брать на ближнюю охоту или на выпас оленей, с 14—15 лет мальчики могли охотиться самостоятельно.
Брачный возраст устанавливался в 16—17 лет, были возможны и ранние браки. Воспитание детей, в случае отсутствия родителей, возлагалось на сородичей, был распространён обычай авункулата. При заключении брака обязательно выплачивался калым, обычно оленями. Основным типом семьи эвенов была малая с чёткими сферами разделения труда, но паритетными ролями супругов в принятии общесемейных решений. Для эвенского общества характерен высокий статус женщины в общественной жизни, в то время как в экономической и имущественной сферах, в условиях патриархальных отношений и начал социальной дифференциации, главенствующее положение занимает мужчина. Большую роль в общественной жизни эвенов играли люди старшего поколения, знатоки и хранители традиции. Неформальной была роль старейшины рода, локальной группы, организатора хозяйственной и общественной жизни.

## Шаманство эвенов
По представлениям эвенов, в процессе совершения ритуала шаман или шаманка поднимаются из среднего мира (он назван по-якутски Орто-Дойду) вверх, к божеству Айыы, или вниз, в мир злых духов, с целью извлечения оттуда души заболевшего человека. Уникальным свидетельством для шаманской практики является описание своеобразного обмена — возвращения злого духа, вызвавшего болезнь, в нижний мир и возвращения души заболевшего человека в мир живых людей.
Яркой особенностью ритуальных текстов являются слова-подражания крику различных птиц, а также возгласы, не имеющие непосредственного значения: хэруллу, хэруллу, хэруллу, дергэл-дергэл-дергэл (ср., впрочем, монг. Дэргэл сара «полная луна», «полнолуние») и т. п. Вероятнее всего, такие возгласы либо воспроизводят текст на языке, который не был понятен при заимствовании ритуала, либо, скорее всего, служат имитацией значимых словесных элементов обрядового текста, что наряду с использованием иноязычных элементов характерно для шаманских текстов всех народов Крайнего Северо-Востока.